# Seebrücke Heiligenhafen

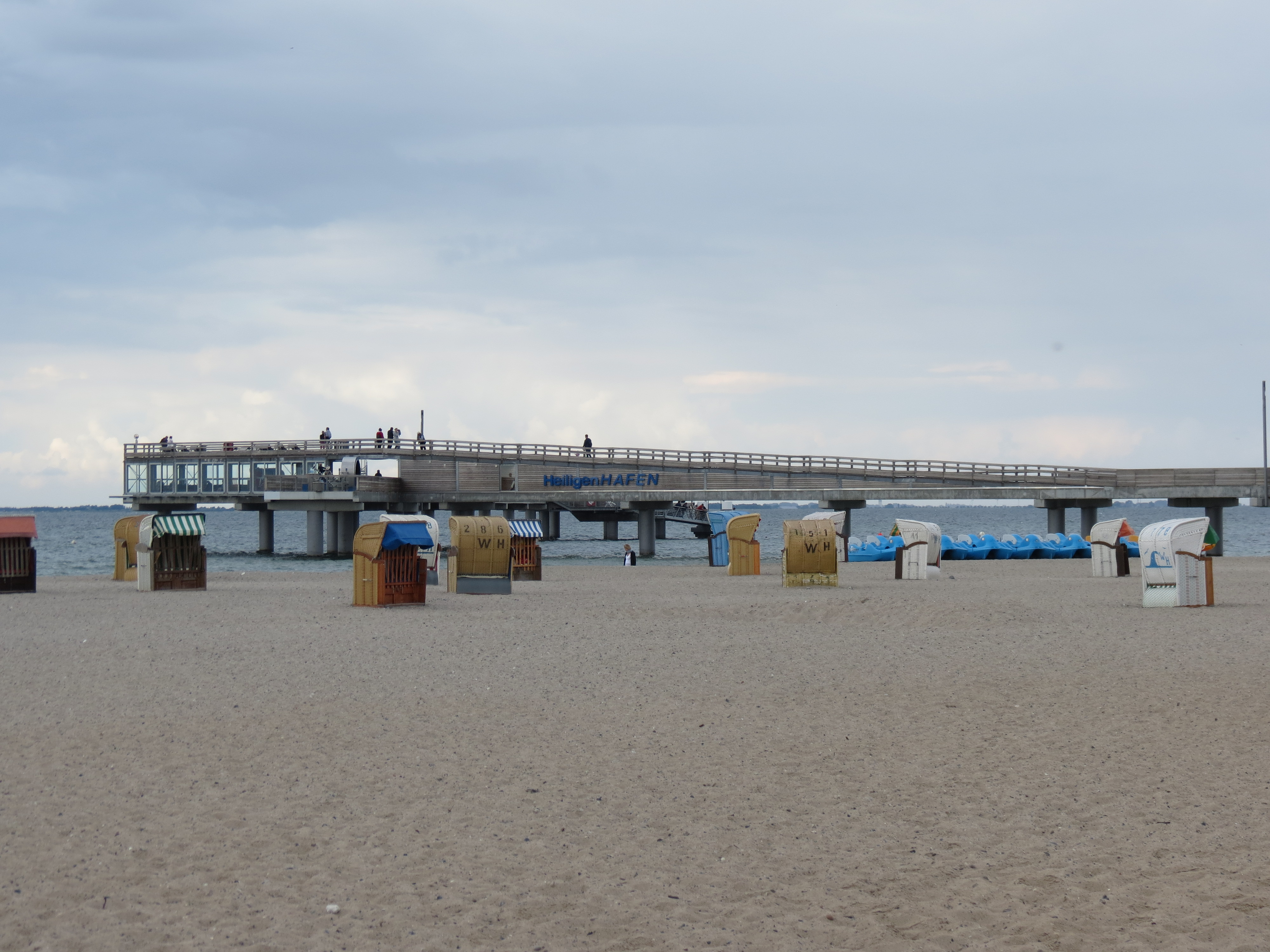
Blick zur Seebrücke

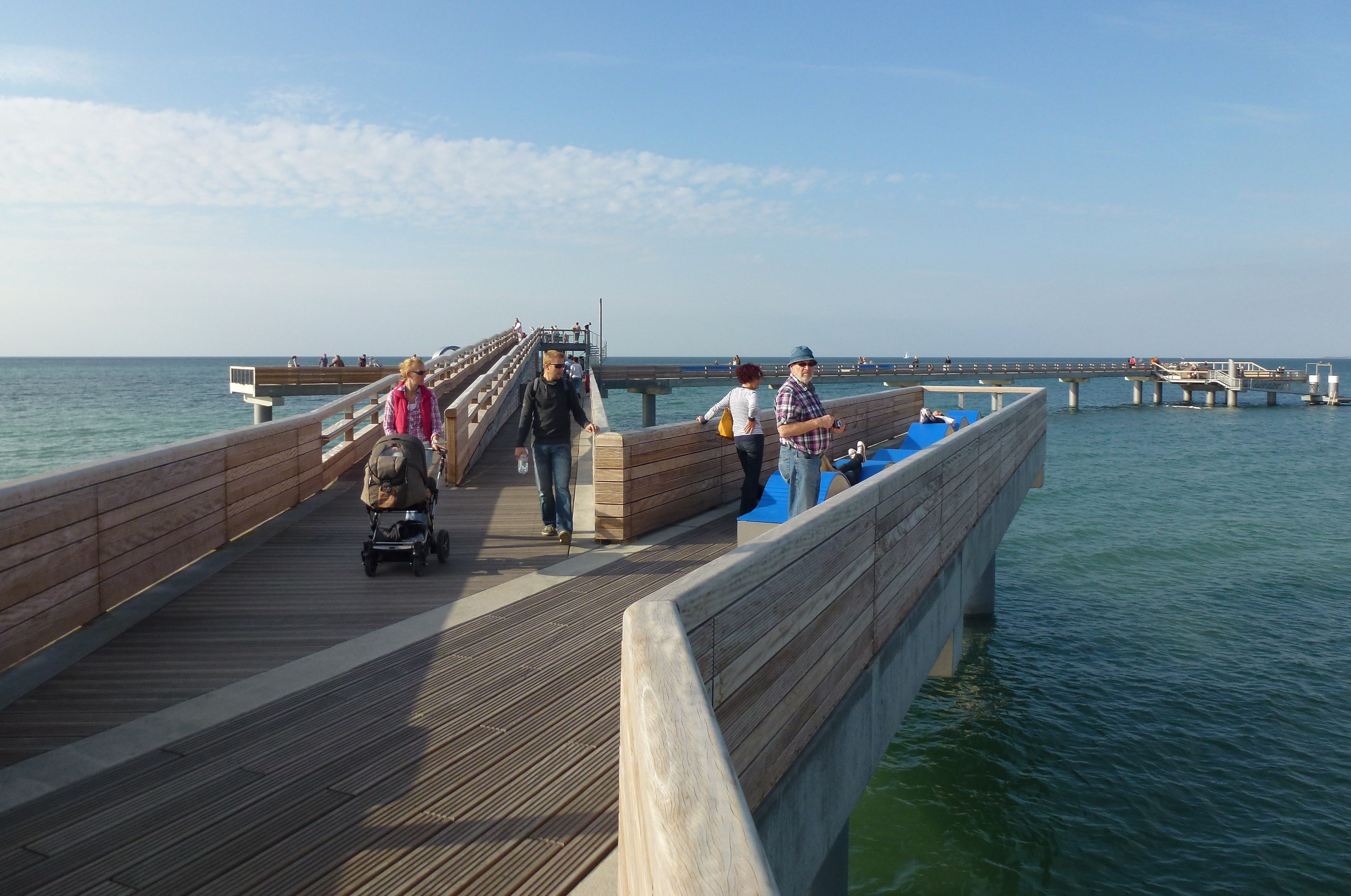
Auf der Seebrücke

Die Seebrücke Heiligenhafen ist eine Seebrücke am Strand von Heiligenhafen auf der Halbinsel Steinwarder im Kreis Ostholstein in Schleswig-Holstein.

## Geschichte und Architektur
Mit dem Bau der Brücke wurde 2011 begonnen. Sie steht auf 48 jeweils 18 Meter langen Stahlpfählen. Die Träger sind aus Spannbeton gefertigt und für die Beplankung und die Geländer wurde Hartholz verwendet. Auf den drei unterschiedlich abgewinkelten und teilweise zweigeschossigen Teilstücken sind ein Kinderspielbereich, ein Badedeck, eine Kaffeebar, öffentliche Toiletten sowie mehrere Sitz- und Liegemöglichkeiten eingerichtet.  In der rundum verglasten Meereslounge bietet das Standesamt Heiligenhafen Hochzeitstermine an. Die Seebrücke ist als touristische Erlebnispromenade gebaut worden und ist aufgrund der geringen Wassertiefe nicht als Schiffsanleger vorgesehen. Am 28. Juni 2012 konnte die Seebrücke, rechtzeitig zum Beginn der Sommersaison und in Anwesenheit des schleswig-holsteinischen Ministerpräsidenten Torsten Albig eingeweiht werden.